# Naissance en 1323
Naissance
- 1319
- 1320
- 1321
- 1322
- 1323
- 1324
- 1325
- 1326
- 1327

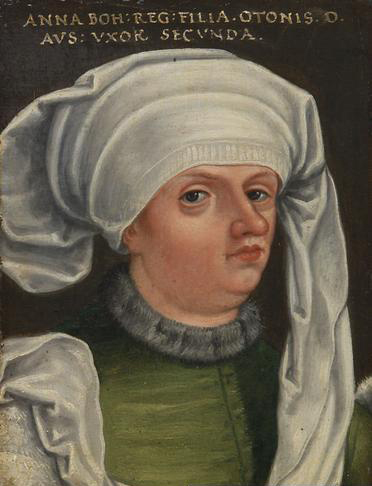
Anne de Bohême, née en 1323.

Cette page dresse une liste de personnalités nées au cours de l'année 1323  :
- 27 mars : Anne de Bohême, duchesse d'Autriche.
- 10 novembre : Philippe de Bourgogne,  dit Philippe Monsieur, comte d'Auvergne et de Boulogne.

- Binnya U, 8e souverain du royaume d'Hanthawaddy, en Basse-Birmanie.
- Jean Chaudrier,  ou Jehan Chauderer, seigneur de Nieul-lès-Saintes, dont il a fait construire le château, et maire de La Rochelle.
- Marguerite de Brabant, comtesse consort de Flandre.
- Constance de Castille, reine consort de Castille et de León.
- Marie de Châtillon, duchesse de Lorraine.
- Charles de Durazzo, duc de Durazzo.
- Barnabé Visconti, seigneur de Milan.

## Crédit d'auteurs
- Cet article est partiellement ou en totalité issu de l'article intitulé « 1323 » (voir la liste des auteurs).